# Комплекс підземних сховищ Гранд-Байу (Наполеонвіль)
Комплекс підземних сховищ Гранд-Байу (Наполеонвіль) — підземні сховища в штаті Луїзіана для зберігання різноманітних продуктів нафтогазової та нафтохімічної промисловості.
Сховища поблизу Наполеонвіля (у правобережній частині дельти Міссісіпі, за чотири десятки кілометрів на південь від Батон-Руж) відносяться до поширеного на півдні США типу соляних каверн. Їх створюють шляхом розмивання відкладень солі, потужність яких у регіоні Мексиканської затоки може становити кілька сотень метрів. Отриманий розсол зазвичай спрямовується на потреби гірничо-хімічної промисловості, наприклад, у Гранд-Байу діє виробництво відомого хімічного концерну Dow Chemical. Станом на середину 2010-х тут була 51 каверна, з яких 19 призначались для вуглеводнів, а інші використовувались в процесі отримання розсолів.
Комплекс не має єдиного власника, при цьому компанії, котрі володіють кавернами, можуть спільно використовувати певну логістичну інфраструктуру. Вуглеводні, що зберігаються в Гранд-Байу, можливо розділити на дві основні групи — зріджені вуглеводневі гази та традиційний природний газ.

## Сховища ЗВГ
Серед власників сховища, зокрема, можливо назвати:
- компанію  EnLink Midstream Partners (раніше називалась Crosstex Energy), що має дві каверни загальним об'ємом 3,2 млн барелів ЗВГ (на початку 2010-х використовувались для роздільного зберігання бутану та ізобутану);
- компанію Dow, якій належать резервуари загальним об'ємом 9,3 млн барелів, де відбувається зберігання етану та пропану (сировина для піролізних установок на площадці концерну в Плакуемін) ;
- компанію Promix, котра має каверни для нефракціонованих ЗВГ (1,4 млн барелів), етан-пропанової суміші (1,3 млн барелів), н-бутану  та ізобутану (1,4 та 1,6 млн барелів відповідно), а також газового бензину (0,8 млн барелів).
Комплекс, зокрема, знаходиться в роботі з такими об'єктами, як:
- розташована на тій же площадці установка фракціонування Промікс. Одним з джерел сировини для неї є трубопровід Tri-States Pipeline, котрий прямує з більш східних штатів Алабама та Міссісіпі  та завершується на західній околиці Нового Орлеану в Кеннер. З районом Наполеонвілю останній сполучає трубопровід-перемичка Belle Rose Pipeline довжиною 48 миль та діаметром 300 мм;;
- установка фракціонування Ріверсайд;
- установка фракціонування Тебоне;
- система трубопроводів для зріджених вуглеводневих газів Louisiana Pipeline System;
- система трубопроводів для ЗВГ River Parish Pipeline System;
- система трубопроводів для ЗВГ Cajun Sibon.
Три останні системи з'єднують комплекс з численними фракціонаторами, газопереробними заводами та іншими підземними сховищами (Соренто, Breaux Bridge).
В 2014-му між техаським центром фракціонування Монт-Бельв'ю, куди надходить продукція сланцевої фрамації Перміан, та Луїзіаною проклали етанопровід Байу, відгалуження якого підходить до сховища з півночі, від установки парового крекінгу в Гейсмар. А наступного року в район Наполеонвіля вивели етанопровід Іджіс, який починається в тому ж техаському хабі, проте значно потужніший за Байу.

## Сховища природного газу
Поблизу Наполеонвіля також знаходяться каверни для зберігання природного газу, які зокрема належать:
- компанії  EnLink Midstream Partners — сховище  Belle Rose з об'ємом 0,34 млрд м3.
- компанії Gulf South Pipeline (власник великої мережевої системи, що охоплює все узбережжя Техасу та Луїзіани) — сховище Магнолія, яке на момент введення в експлуатацію у 2003 році мало активний об'єм 0,12 млрд м3 (максимальний добовий відбір понад 11 млн м3) з потенціалом для збільшення до 0,18 млрд м3. На цьому сховищі невдовзі після запуску через пошкодження обсадної колони свердловини в районі перекриття каверни відбувся витік газу об'ємом 10 млн м3.

## Провал 2012-го року
У 2012 році в західній частині комплексу стався провал ґрунту, на місця якого утворилось озеро діаметром понад 400 метрів. Провал виявився пов'язаним з каверною компанії Texas Brine, котра працювала з розсолами, а тому не призвів до витоку вуглеводнів. Найімовірніше, інцидент став наслідком послаблення резервуару через сусідню нафтову свердловину, яка експлуатувалась з 1986 по 2010 роки.
При цьому компанія Crosstex Energy була вимушена вкласти значну суму коштів у перенесення газопроводу діаметром 900 мм, який проходив занадто близько до провалу.